# Filmåret 1964

## Händelser

### Maj
- 11 maj - Svensk premiär filmen Flipper[1]

### Okänt datum
- November – Charlie Chaplin besöker Sverige.

## Academy Awards/Oscari urval (komplett lista)
| Kategori                   | Vinnare                                               |
| -------------------------- | ----------------------------------------------------- |
| Bästa film:                | My Fair Lady                                          |
| Bästa regi:                | George Cukor (My Fair Lady)                           |
| Bästa manliga huvudroll:   | Rex Harrison (My Fair Lady)                           |
| Bästa kvinnliga huvudroll: | Julie Andrews (Mary Poppins)                          |
| Bästa manliga biroll:      | Peter Ustinov (Topkapi)                               |
| Bästa kvinnliga biroll:    | Lila Kedrova (Zorba)                                  |
| Bästa utländska film:      | I går, i dag, i morgon (Ieri, oggi, domani) (Italien) |

## Årets filmer

### Lista över filmer/Siffra (1,2,3...) eller specialtecken (@,$,?...)
- 491

### A - G
- A Hard Day's Night
- Att älska
- Blood and Black Lace
- Bröllopsbesvär
- Dr. Strangelove eller: Hur jag slutade ängslas och lärde mig älska bomben
- Drömbrud för sex
- Drömpojken
- En ding, ding, ding, ding värld
- En rövarhistoria
- För att inte tala om alla dessa kvinnor
- För en handfull dollar
- Giftas på italienska
- Goldfinger
- Goodbye Charlie!
- Gropen

### H - N
- Het strand
- Hysch, hysch, Charlotte!
- Iguanans natt
- Klänningen
- Komedi i skräck
- Kungsleden
- Kärlekskarusellen
- Le voleur de Tibidabo
- Mannen från Rio
- Mary Poppins
- My Fair Lady

### O - U
- Paraplyerna i Cherbourg
- Stora Vargen anropar
- Svenska bilder
- Tjorven, Båtsman och Moses
- Tre dar på luffen

### V - Ö
- Viva Las Vegas
- Wonderful Life, med Cliff Richard och The Shadows (amerikansk titel: Swingers' Paradise[2])
- Yeah! Yeah! Yeah!
- Åsa-Nisse i popform[3]
- Äktenskapsbrottaren
- Älskling på vift
- Är du inte riktigt klok?

## Födda
- 7 januari – Nicolas Cage, amerikansk skådespelare.
- 18 januari – Jane Horrocks, brittisk skådespelare.
- 27 januari – Bridget Fonda, amerikansk skådespelare.
- 1 februari – Linus Roache, brittisk skådespelare.
- 5 februari
  - Helena Bergström, svensk skådespelare.
  - Laura Linney, amerikansk skådespelare.
- 6 februari – Karin Falck, svensk barnskådespelare.
- 13 februari – Penelope Ann Miller, amerikansk skådespelare.
- 14 februari – Mark Addy, brittisk skådespelare.
- 15 februari – Chris Farley, amerikansk skådespelare.
- 18 februari – Matt Dillon, amerikansk skådespelare.
- 20 februari – French Stewart, amerikansk skådespelare.
- 24 februari
  - Bill Bailey, engelsk komiker, skådespelare och musiker.
  - Todd Field, amerikansk skådespelare, manusförfattare och regissör.
- 9 mars – Juliette Binoche, fransk skådespelare.
- 16 mars – Gore Verbinski, amerikansk filmregissör.
- 17 mars – Rob Lowe, amerikansk skådespelare.
- 19 mars – Jake Weber, brittisk skådespelare.
- 30 mars – Ian Ziering, amerikansk skådespelare.
- 7 april – Russell Crowe, australiensisk skådespelare.
- 20 april
  - Crispin Glover, amerikansk skådespelare.
  - Andy Serkis, brittisk skådespelare.
- 21 april – Johan Bergman, svensk regissör och barnskådespelare.
- 24 april
  - Cedric the Entertainer, amerikansk skådespelare.
  - Djimon Hounsou, beninsk skådespelare.
- 25 april – Hank Azaria, amerikansk skådespelare.
- 28 april – Malin Gjörup, svensk skådespelare och operaartist, mezzosopran.
- 29 april – Tintin Anderzon, svensk skådespelare.
- 8 maj – Niels Jensen, svensk skådespelare, sångare och låtskrivare.
- 23 maj – Angela Kovács, svensk skådespelare.
- 3 juni – James Purefoy, brittisk skådespelare.
- 9 juni – Martina Haag, svensk skådespelare, krönikör och författare.
- 23 juni – Joss Whedon, amerikansk regissör, manusförfattare och producent.
- 5 juli
  - Ronald D. Moore, amerikansk TV-producent och manusförfattare.
  - Andreas Nilsson, svensk skådespelare.
- 9 juli – Courtney Love, amerikansk skådespelare.
- 22 juli
  - John Leguizamo, colombiansk skådespelare.
  - Anneke von der Lippe, norsk skådespelare.
- 26 juli – Sandra Bullock, amerikansk skådespelare.
- 9 augusti – Måns Ekman, svensk produktionsassistent och skådespelare.
- 14 augusti – Brannon Braga, amerikansk manusförfattare och TV-producent.
- 28 augusti – Dermot Keaney, brittisk skådespelare.
- 2 september – Keanu Reeves, kanadensisk skådespelare.
- 5 september – Amanda Ooms, svensk skådespelare.
- 14 september – Faith Ford, amerikansk skådespelare.
- 22 september – Benoît Poelvoorde, belgisk skådespelare
- 30 september – Monica Bellucci, italiensk skådespelare
- 3 oktober – Clive Owen, brittisk skådespelare.
- 9 oktober – Guillermo del Toro, mexikansk filmregissör, manusförfattare och filmproducent.
- 23 oktober – Camilla Henemark, svensk sångerska, skådespelare, modell och debattör.
- 3 november – Paprika Steen, dansk skådespelare och regissör.
- 9 november – Robert Duncan McNeill, amerikansk skådespelare.
- 29 november – Don Cheadle, amerikansk skådespelare.
- 4 december – Marisa Tomei, amerikansk skådespelare.
- 8 december
  - Maria Antoniou, svensk skådespelare.
  - Teri Hatcher, amerikansk skådespelare.
- 12 december – Birger Österberg, svensk skådespelare.
- 20 december – Robert Gustafsson, svensk skådespelare och komiker.

## Avlidna
- 13 januari – Semmy Friedmann, svensk skådespelare.
- 29 januari – Alan Ladd, amerikansk skådespelare.
- 4 februari – Sven-Otto Lindqvist, svensk skådespelare.
- 20 februari – John Botvid, svensk skådespelare, komiker, revyförfattare.
- 2 mars – Frans Oscar Öberg, svensk skådespelare.
- 23 mars – Peter Lorre, ungersk-amerikansk skådespelare.
- 19 april – Adolf Jahr, svensk skådespelare.
- 3 juni – Mary Rapp, svensk skådespelare.
- 12 augusti – Ian Fleming, James Bonds författare.
- 24 september – Gösta Stevens, svensk journalist, manusförfattare, regissör, sångtextförfattare och översättare.
- 28 september – Harpo Marx, amerikansk komiker, en av Bröderna Marx.
- 9 oktober – Tollie Zellman, svensk skådespelare.
- 17 oktober – Paul Hagman, svensk skådespelare.
- 1 november – Sture Lagerwall, svensk skådespelare och regissör.
- 19 december – Arne Lindblad, svensk skådespelare.

### Fotnoter
1. ↑   Flipper, Svensk filmdatabas /svenskfilmdatabas.se (läst 21 augusti 2024)
2. ↑  Overview for Swingers' Paradise (1965)", Turner Classic Movies page
3. ↑  IMDB, läst 1 mars 2012